# Обростання (мінералогія)
Обростання (рос. обрастание; англ. overgrowth; нім. Bewachsung f) — у мінералогії, утворення граней простих форм на округлих (обкатаних) зернах акцесорних мінералів.